# Туберкулёзный бронхоаденит
Туберкулёзный бронхоаденит — туберкулёзное поражение лимфатических узлов корня легкого, возникающее при первичном туберкулёзе. От первичного туберкулёзного комплекса отличается тем, что пневмонические изменения, возникающие в лёгочной ткани, минимальны и дальнейшего развития не получают. На первом плане туберкулёз лимфатических узлов.

## Симптоматика и течение
Клиническая картина зависит от патоморфологических изменений и от реактивности организма. Возможно почти бессимптомное течение. Чем более выражен казеозный некроз, тем тяжелее степень интоксикации.
Интоксикация проявляется в длительном повышении температуры, которая чаще держится в малых субфебрильных границах, но может подыматься и выше. Отмечается ускорение СОЭ, сдвиг нейтрофильной формулы влево. Обычно имеется кашель без мокроты. При значительном увеличении лимфатических узлов может возникнуть сдавление бронха, при этом кашель приобретает приступообразный характер.
Иногда наблюдается укорочение звука на уровне III-V грудных позвонков и бронхофония. Может прослушиваться изменённое дыхание и даже единичные хрипы в межлопаточном пространстве.